# Wiltonia pecki
Wiltonia pecki là một loài nhện trong họ Orsolobidae.
Loài này thuộc chi Wiltonia. Wiltonia pecki được Raymond Robert Forster & Norman I. Platnick miêu tả năm 1985.